# Шећерна водица (мини-серија)
Шећерна водица је мини серија у режији Светислава Прелића настала из истоименог популарног филма приказаног 1983. године.
Током 1986. године је премијерно емитована на Телевизији Нови Сад.

## Радња
Девојка, студенткиња техничког факултета, коју због њеног изгледа зову „Дечка“, никако не може да се искаже као девојка и има велике проблеме у својој околини. Све своје невоље и испаде она оправдава својим ружним изгледом - великим носем и огромним стопалима. Мислећи како све своје трауме може решити једним потезом, она се одлучује на промену и одлази на пластичну операцију. Овај филм донео је глумици Соњи Савић престижну „Златну Арену“ за најбољу женску улогу на филмском фестивалу у Пули 1984. године.

## Улоге
| Глумац                   | Улога                         |
| ------------------------ | ----------------------------- |
| Соња Савић               | Бранка Ђурић - Дечка          |
| Светислав Гонцић         | Ненад                         |
| Милена Дравић            | Ана                           |
| Велимир Бата Живојиновић | мајор Ђурић                   |
| Љубиша Самарџић          | фотограф                      |
| Зоран Радмиловић         | Др. Драговић                  |
| Бранимир Брстина         | Дејан                         |
| Бранко Петковић          | Цезар (као Бранимир Петковић) |
| Мирослав Бата Михаиловић |                               |